# Крейз Брейз Элит 2024
29-й выпуск Крейз Брейз Элит — шоссейной многодневной велогонки по дорогам Франции. Гонка прошла с 27 по 29 июля 2024 года в рамках Европейского тура UCI 2024. Победителем стал французский велогонщик Флориан Дофин.

## Участники
В туре приняли участие 28 команд: 1 команда категории UCI ProTeam и 15 категории UCI Continental Team.
| UCI ProTeam- TDT-Unibet UCI Continental Teams (15)- Team Felt Felbermayr - Madar Pro Cycling Team - Project Echelon Racing - Metec-Solarwatt p/b Mantel - XSpeed United Continental - Novapor Speedbike - ColoQuick - Volkerwessels Cycling Team - Parkhotel Valkenburg - Tashkent City Professional Cycling Team - Arkéa-B&B Hôtels Continentale - Saint Piran - Team Storck-Metropol Cycling - Team Skyline - Alpecin-Deceuninck Development Team Любительские, клубные или региональные команды (12)- BIKE AID Südliche Weinstrasse Development Team - Bourg-en-Bresse Ain Cyclisme - Cre'Actuel-Marie Morin-U 22 - Dinan Sport Cycling - Morbihan Adris Gwendal Oliveux - SCO Dijon - VC Pays de Loudéac - VC Rouen 76 - Sn Vitae Bim Bam Coaching RT - CO:PLAY-Giant Store - Team Sportforum Kaarst-Büttgen - Thriva SRCT |
| |

## Маршрут
Продолжительность дистанции была сокращена до трёх дней, вместо обычных четырёх. Из-за этого в маршруте отсутствовал этап в формате командной или индивидуальной гонки.
| Этап | Дата   | Маршрут                   | type      | Длина (км) | Победитель       | Лидер генеральной классификации |
| ---- | ------ | ------------------------- | --------- | ---------- | ---------------- | ------------------------------- |
| 1    | 27 июл | Каланель – Призьяк        | холмистый | 197,3      | Брендан Рим      | Брендан Рим                     |
| 2    | 28 июл | Каре-Плугер – Каре-Плугер | холмистый | 164        | Florian Dauphin  | Florian Dauphin                 |
| 3    | 29 июл | Генган – Ростренен        | холмистый | 178,3      | Niels Vandeputte | Florian Dauphin                 |

## Ход гонки

### Этап 1
| Каланель - Призьяк | холмистый | (197,3 км) |

Брендан Рим (Project Echelon Racing) в одиночку выиграл первый этап. Американец опередил Акселя Хьюнса (TdT-Unibet) и Майкла Кукрле (Team Felt Felbermayr). Брендан Рим становится и лидером общего зачёта.

### Этап 2
| Каре-Плугер - Каре-Плугер | холмистый | (164 км) |

По результатам первого этапа у команды Arkéa — B&B Hôtels Continentale была инструкция не выходить вперед ранее, чем за три круга до финиша. Позже капитан этой команды, Флориан Дофин, переложился в переднюю группу, где он воссоединился со своим товарищем по команде Леандром Лозуэ. Леандр Лозуэ и Пьер Тьерри проделали основную работу и вывели Дофина вперёд, и в спринте Флориан стал первым.

### Этап 3
| Генган - Ростренен | холмистый | (178,3 км) |

После трёх дней Флориан Дофин выиграл гонку заняв первое место в общем зачёте, на две секунды опередив своих земляков, Батиста Пулара и Виктора Герналека. В топ-5 соревнований вошли австриец Себастьян Шенбергер (команда Felt-Felbermayr) и француз Пьер Тьерри (Arkéa-B&B Hotels Development).

## Лидеры классификаций
| Этап |           | Победитель _     | Генеральная классификация _ |
| ---- | --------- | ---------------- | --------------------------- |
| 1    | холмистый | Брендан Рим      | Брендан Рим                 |
| 2    | холмистый | Florian Dauphin  | Florian Dauphin             |
| 3    | холмистый | Niels Vandeputte | Florian Dauphin             |
| Итог | Итог      |                  | Florian Dauphin             |

## Итоговое положение
| \| Генеральная классификация \| Генеральная классификация \| Генеральная классификация \| Генеральная классификация \| Генеральная классификация \| \| Гонщик \| Гонщик \| Команда \| Время \| \| \| ------------------------- \| ------------------------- \| ----------------------------- \| ------------------------- \| ------------------------- \| \| 1-й \| Florian Dauphin \| Arkéa-B&B Hôtels Continentale \| 12ч 27' 06 \| \| \| 2-й \| Baptiste Poulard \| VC Pays de Loudéac \| + 2 \| \| \| 3-й \| Victor Guernalec \| Bourg-en-Bresse Ain Cyclisme \| + 2 \| \| |                  |                               |            |
| |                  |                               |            |
| Источник: ProCyclingStats |                  |                               |            |
| Генеральная классификация |                  |                               |            |
| Гонщик | Гонщик           | Команда                       | Время      |
| 1-й | Florian Dauphin  | Arkéa-B&B Hôtels Continentale | 12ч 27' 06 |
| 2-й | Baptiste Poulard | VC Pays de Loudéac            | + 2        |
| 3-й | Victor Guernalec | Bourg-en-Bresse Ain Cyclisme  | + 2        |

| Очковая классификация | Очковая классификация | Очковая классификация         | Очковая классификация | Очковая классификация |
| Гонщик                | Гонщик                | Команда                       | Очки                  |                       |
| --------------------- | --------------------- | ----------------------------- | --------------------- | --------------------- |
| 1-й                   | Брендан Рим           | Project Echelon Racing        | 47 очков              |                       |
| 2-й                   | Florian Dauphin       | Arkéa-B&B Hôtels Continentale | 41 очков              |                       |
| 3-й                   | Axel Huens            | TDT-Unibet                    | 39 очков              |                       |

| Очковая классификация | Очковая классификация | Очковая классификация         | Очковая классификация | Очковая классификация |
| Гонщик                | Гонщик                | Команда                       | Очки                  |                       |
| --------------------- | --------------------- | ----------------------------- | --------------------- | --------------------- |
| 1-й                   | Брендан Рим           | Project Echelon Racing        | 47 очков              |                       |
| 2-й                   | Florian Dauphin       | Arkéa-B&B Hôtels Continentale | 41 очков              |                       |
| 3-й                   | Axel Huens            | TDT-Unibet                    | 39 очков              |                       |

| Горная классификация | Горная классификация | Горная классификация                | Горная классификация | Горная классификация |
| Гонщик               | Гонщик               | Команда                             | Очки                 |                      |
| -------------------- | -------------------- | ----------------------------------- | -------------------- | -------------------- |
| 1-й                  | Toon Vandebosch      | Alpecin-Deceuninck Development Team | 32 очков             |                      |
| 2-й                  | Florian Dauphin      | Arkéa-B&B Hôtels Continentale       | 18 очков             |                      |
| 3-й                  | Brendan Le Cam       | Cre'Actuel-Marie Morin-U 22         | 18 очков             |                      |

| Горная классификация | Горная классификация | Горная классификация                | Горная классификация | Горная классификация |
| Гонщик               | Гонщик               | Команда                             | Очки                 |                      |
| -------------------- | -------------------- | ----------------------------------- | -------------------- | -------------------- |
| 1-й                  | Toon Vandebosch      | Alpecin-Deceuninck Development Team | 32 очков             |                      |
| 2-й                  | Florian Dauphin      | Arkéa-B&B Hôtels Continentale       | 18 очков             |                      |
| 3-й                  | Brendan Le Cam       | Cre'Actuel-Marie Morin-U 22         | 18 очков             |                      |

| Молодёжная классификация | Молодёжная классификация | Молодёжная классификация      | Молодёжная классификация | Молодёжная классификация |
| Гонщик                   | Гонщик                   | Команда                       | Время                    |                          |
| ------------------------ | ------------------------ | ----------------------------- | ------------------------ | ------------------------ |
| 1-й                      | Baptiste Poulard         | VC Pays de Loudéac            | 12ч 27' 08               |                          |
| 2-й                      | Pierre Thierry           | Arkéa-B&B Hôtels Continentale | + 22                     |                          |
| 3-й                      | Леандр Лозуэ             | Arkéa-B&B Hôtels Continentale | + 1' 38                  |                          |

| Молодёжная классификация | Молодёжная классификация | Молодёжная классификация      | Молодёжная классификация | Молодёжная классификация |
| Гонщик                   | Гонщик                   | Команда                       | Время                    |                          |
| ------------------------ | ------------------------ | ----------------------------- | ------------------------ | ------------------------ |
| 1-й                      | Baptiste Poulard         | VC Pays de Loudéac            | 12ч 27' 08               |                          |
| 2-й                      | Pierre Thierry           | Arkéa-B&B Hôtels Continentale | + 22                     |                          |
| 3-й                      | Леандр Лозуэ             | Arkéa-B&B Hôtels Continentale | + 1' 38                  |                          |

| Командная классификация по времени | Командная классификация по времени | Командная классификация по времени | Командная классификация по времени |
| Команда                            | Команда                            | Время                              |                                    |
| ---------------------------------- | ---------------------------------- | ---------------------------------- | ---------------------------------- |
| 1-й                                | Arkéa-B&B Hôtels Continentale      | 37ч 23' 22                         |                                    |
| 2-й                                | Volkerwessels Cycling Team         | + 1' 04                            |                                    |
| 3-й                                | Team Felt Felbermayr               | + 1' 53                            |                                    |

| Командная классификация по времени | Командная классификация по времени | Командная классификация по времени | Командная классификация по времени |
| Команда                            | Команда                            | Время                              |                                    |
| ---------------------------------- | ---------------------------------- | ---------------------------------- | ---------------------------------- |
| 1-й                                | Arkéa-B&B Hôtels Continentale      | 37ч 23' 22                         |                                    |
| 2-й                                | Volkerwessels Cycling Team         | + 1' 04                            |                                    |
| 3-й                                | Team Felt Felbermayr               | + 1' 53                            |                                    |